# Kanton Narbonne-1
Der Kanton Narbonne-1 ist ein französischer Wahlkreis im Département Aude in der Region Okzitanien. Er umfasst einen Teilbereich der Gemeinde Narbonne und vier weitere Gemeinden im Arrondissement Narbonne. Bei der landesweiten Neuordnung der französischen Kantone wurde er 2015 neu geschaffen.

## Gemeinden
Der Kanton besteht aus fünf Gemeinden und Gemeindeteilen mit insgesamt 26.890 Einwohnern (Stand: 1. Januar 2022) auf einer Gesamtfläche von 142,12 km²:
| Gemeinde                | Einwohner 1. Januar 2022 | Fläche km² | Dichte Einw./km² | Code INSEE | Postleitzahl |
| ----------------------- | ------------------------ | ---------- | ---------------- | ---------- | ------------ |
| Bizanet                 | 1.749                    | 37,09      | 47               | 11040      | 11200        |
| Montredon-des-Corbières | 1.477                    | 17,15      | 86               | 11255      | 11100        |
| Narbonne                | 21.808                   | 71,14      | 307              | 11262      | 11100        |
| Névian                  | 1.283                    | 14,25      | 90               | 11264      | 11200        |
| Villedaigne             | 573                      | 2,49       | 230              | 11421      | 11200        |
| Kanton Narbonne-1       | 26.890                   | 142,12     | 189              | 1111       | –            |

1. ↑   Nur der nordwestliche Teil der Gemeinde, der Rest verteilt sich auf die Kantone Narbonne-2 und Narbonne-3.

## Politik
| Vertreter im Departementrat | Vertreter im Departementrat          | Vertreter im Departementrat |
| Amtszeit                    | Namen                                | Partei                      |
| --------------------------- | ------------------------------------ | --------------------------- |
| 2015–2021                   | Nicolas Sainte-Cluque Magali Vergnes | PS                          |
| 2021–                       | Francis Morlon Magali Vergnes        | EELV PS                     |